# Flavonoid
Flavonoidi (bioflavonoidi) (od lat. flavus sa značenjem žuto) su klasa biljnih sekundarnih metabolita. Flavonoidi su se originalno nazivali vitamin P, verovatno zbog uticaja koje imaju na permeabilnost vaskularnih kapilara, ali se u današnje vreme ovaj termin retko koristi .
Po IUPAC nomenklaturi, oni se mogu klasifikovati u:
- flavonoidi, izvedeni iz 2-fenilhromen-4-on (2-fenil-1,4-benzopiron) strukture (primeri su: kvercetin, rutin).
- izoflavonoidi, izvedeni iz 3-fenilhromen-4-on (3-fenil-1,4-benzopiron) strukture
- neoflavonoidi, izvedeni iz 4-fenilkumarin (4-fenil-1,2-benzopiron) strukture.

Ove tri flavonoidne klase sadrže ketonske grupe, te su flavonoidi i flavonoli. 

## Bioflavonoidi
Postoji veliki broj bioflavonoida. Do sada je identifikovano preko 800 različitih bioflavonoida, a najpoznatiji su kvercetin, antocijanini, katehini, rutin, hesperidin i dr. Mnogi od njih su zapravo pigmenti u voću i povrću. Postoje brojni naučni podaci o njihovom blagotvornom učinku na organizam, mada istraživanja koje bi dala neoborive dokaze za te tvrdnje još uvek nedostaju. 

## Uloge u organizmu
Neki naučnici bioflavonoide nazivaju C-kompleksom pošto se često nalaze zajedno sa vitaminom C. Mnoga istraživanja o bioflavonoidima govore o njihovim mogućim ulogama u organizmu. Za sada je dosta pouzdano dokazano da bioflavonoidi mogu pozitivno da utiču na oštećenu funkciju kapilara i vena. Brojne studije su pokazale da bi bioflavonoidi imaju antitrombotska svojstva. Pokazano je i da su brojni bioflavonoidi moćni antioksidansi, tj. da sprečavaju oštećenje ćelija koje uzrokuju slobodni radikali, nusprodukti oksidativnog metabolizma. Neki bioflavonoidi se koriste u prehrambenoj industriji kao dodaci hrani radi sprečavanja oksidacije masti, ali i za povećanje hranljive i biološke vrednosti takve hrane. 
S druge strane, sve se više istražuje uloga bioflavonoida u metabolizmu i funkciji askorbinske kiseline, tj. vitamina C u organizmu. Za sada nema pouzdanog dokaza, ali se veruje da vitamin C i bioflavonoidi zajednički doprinose pozitivnim učincima na imunskog sistema. Postoje i istraživanja koja indiciraju pozitivan učinak bioflavonoida na prevenciju srčanih bolesti, raka, pa i na antiinfektivna svojstva nekih bioflavonoida. 
Jedna mala studija je pokazala da pojedinačno korišteni vitamin C i flavonoid iz agruma, hesperidin, nemaju nikakvo dejstvo na simptome menopauze. Zajedno su, međutim, uklonili "valunge" kod većine od 94 žena koje su sudelovale u ispitivanju.
Pošto se bioflavonoidi ne smatraju vitaminima niti neophodnim materijama za sada ne postoji preporučena dnevna doza unosa bioflavonoida, ali brojni naučnici veruju da prehrana s puno bioflavonoida iz voća i povrća može da spreči razvoj srčanih bolesti i mnogih tumora.

## Literatura
- Andersen, Ø.M. / Markham, K.R. Flavonoids: Chemistry, Biochemistry and Applications. CRC Press. 2006. ISBN 978-0-8493-2021-7..
- Grotewold, Erich (2007). The Science of Flavonoids. ISBN 978-0-387-74550-3.. Springer.

## Spoljašnje veze
- Flavonoidni sadržaj hrane
- „Flavonoidi”. Архивирано из оригинала 04. 02. 2005. г. Приступљено 29. 02. 2012.